# 아르투어 브라우스
아르투어 브라우스(독일어: Arthur Brauss, 1936년 7월 24일 ~ )는 독일의 배우이다.
아우크스부르크에서 태어났다.

## 영화
- 콘테미네이티드 맨 (2000년)
- 나이트 무브 (1992년)
- 나의 푸른 하늘 (1990년)
- 고해 (1989년)
- 여정 (1988년)
- 지옥의 사자들 (1979년)
- 노 타임 테크닉 (1978년)
- 죽음의 사나이 (1977년)
- 철십자 훈장 (1977년)
- 몬타나의 황금요새 (1976년)
- 스위스의 음모 (1975년)
- 알래스카의 검은 늑대 (1972년)
- 패널티 킥을 맞은 골키퍼의 불안 (1971년)
- 달라스 (1971년) - 캔디 맨 역
- 대열차 작전 (1964년)